# Gorka Kijera Salaberría
Gorka Kijera Salaberría (Hernani, 26 mei 1986), voetbalnaam Kijera, was een Spaans profvoetballer.  Hij is verdediger.
Kijera begon zijn carrière tijdens het seizoen 2006-2007 bij de B ploeg van Real Sociedad,  die hij tijdens de winterstop verliet om te gaan spelen bij  Club Deportivo Hernani. Na nog een omzwerving van één seizoen bij SD Lemona  kwam hij tijdens het seizoen 2008-2009 terecht bij de B ploeg van de andere grootheid van het Baskische voetbal,  Bilbao Athletic.  Tijdens de winterstop verliet hij ook deze ploeg voor persoonlijke redenen en keerde terug naar Club Deportivo Hernani.
Zijn grote doorbraak kende hij bij SD Eibar, waar hij in zijn tweede seizoen kampioen werd van groep 2 van de Segunda División B, maar waar de promotie verloren werd tijdens de eindronde door verlies tegen CE Sabadell en CD Alcoyano.  Zijn goede prestaties werden echter opgemerkt en zo kwam hij tijdens het seizoen 2011-2012 terecht bij FC Cartagena, een ploeg uit de Segunda División A.  Hij kreeg slechts een basisplaats nadat trainer Francisco López Fernández op maandag 19 september 2011 ontslagen werd wegens de slechte resultaten.  Hij werd dezelfde dag vervangen door Francisco Javier López Castro en hij gaf de Bask wel een basisplaats. Ook toen deze coach op zijn beurt vervangen werd door Juan Carlos Ríos Vidal behield hij zijn basisplaats, maar miste verschillende wedstrijden door blessureleed.  De ploeg kon zich echter niet handhaven en de contractuele optie voor een tweede seizoen werd door de club niet gebruikt.
Voor het seizoen 2012-2013 keerde hij terug naar het Baskenland, meer bepaald bij Real Unión, een ploeg strijdend in de Segunda División B.  Deze ploeg was samen met zijn vorige ploeg gestegen naar het zilveren niveau van de Spaanse competitie, maar was reeds na één seizoen teruggekeerd naar het bronzen niveau.
Voor het seizoen 2013-2014 keerde hij terug naar SD Eibar, dat op het einde van het vorige seizoen de promotie naar de Segunda División A afgedwongen had.  De ploeg kende een uitzonderlijk jaar en werd kampioen.  
Tijdens de voorbereiding van het seizoen 2014-2015 bereidde hij zich nog voor bij de net naar Primera División gepromoveerde club, maar einde augustus 2014 zette hij een stapje terug door te tekenen voor CD Mirandés, een ploeg uit de Segunda División A.  Het eerste seizoen behaalde de ploeg een mooie achtste plaats en Kijera kon een basisplaats afdwingen en speelde in totaal 35 wedstrijden waarin hij eenmaal scoorde.  Het daaropvolgende seizoen 2015-2016 werd afgesloten op een vijftiende plaats en hij speelde 38 wedstrijden waarin hij drie keer scoorde. Het seizoen 2016-2017 werd de ploeg laatste en speelde hij 38 wedstrijden zonder te scoren.  Hij volgde de ploeg tijdens het seizoen 2017-2018 naar de Segunda División B. De ploeg werd kampioen van groep 2 van de Segunda División B.  De eindronde verliep echter verkeerd.  Eerst werd er tegen RCD Mallorca verloren in de play offs tussen de kampioenen en in de herkansing werd de ploeg uitgeschakeld door Extremadura UD. Hij zou 39 wedstrijden spelen zonder te scoren.  Ook tijdens het seizoen 2018-2019 zou hij bij de ploeg blijven. Op het einde van de reguliere competitie eindigde de ploeg op een derde plaats.  Deze keer zouden de eindronde een succes worden.  Achtereenvolgens werden Atlético Madrid B, Recreativo Huelva en Club Deportivo Atlético Baleares.  Ook dit seizoen was hij basisspeler met 38 wedstrijden, maar bleef scoreloos. Tijdens het seizoen 2019-2020 volgde de speler de ploeg terug naar de Segunda División A.
Aan het begin van het seizoen 2020-2021 keerde hij terug naar Real Unión, een ploeg die zich nog steeds in de Segunda División B bevond.  Op het einde van dit laatste seizoen van deze serie kon de ploeg voor het seizoen 2021-2022 een plaats afdwingen in de Primera División RFEF, het nieuwe derde niveau van het Spaans voetbal.  Het contract van de speler werd nog tweemaal met één jaar verlengd, waarna hij een punt zette achter zijn actieve loopbaan als voetballer.